# Dean Winchester
Dean Winchester er en fiktiv karakter fra The CWs serie Supernatural. Dean Winchester bliver spillet af Jensen Ackles. Han jæger dæmoner, sjæle og andre overnaturlige væsner, sammen med sin bror, Sam.

## Baggrund
Dean Winchester blev født den 24. januar 1979 af John og Mary Winchester. Han er parrets første fødte, og er senere hen blevet storebror til sin fire år yngre lillebror, Sam.
Dean kører i en sort firedørs Chevy Impala fra 1967 (givet til ham af sin far). Dean er bl.a. også fan af classic rockmusik og heavy metal. Han bærer altid en messing amulet, som han har fået af sin bror Sam, der hænger på en lang sort snor. I afsnittet "A Very Supernatural Christmas" bliver det afsløret, at halskæden er en gave fra Sam juleaften 1991. Amuletten var oprindeligt til deres far, John Winchester, men da det igen mislykkedes ham at komme hjem til jul, gav Sam gaven til Dean. Han sagde at "far løj over for mig, jeg synes du skal have den," og fordi Dean desperat havde prøvet at give ham en god jul, gav han den til ham i stedet. Udover amuletten har Dean altid en sølv ring på sin højre ringfinger. Han har også en lille sort tatovering øverst på hans venstre bryst, det er et beskyttende pantagram med stråler fra solen der omgiver den.
Det viser sig også at Dean er fan af Jack Nicholson, og muligvis også ser Oprah. Han plejer også at lave sjov ud af sine og Sams eventyr, og er kendt for at bruge grov humor og lave seksuelle hentydninger. Dean er skrækslagen for at flyve, og han påstår det er grunden til at han kører alle steder. Trods hans viden om livet efter døden, er han modstander af religion, og tror ikke fuldt ud på Gud. Han sætter sin familie og deres sikkerhed over alt, han vil sågar gå så langt at dræbe en dæmon og dens menneskelige vært, for at rede Sams liv. Han sælger bl.a. også sin sjæl for at redde Sams live.